# Distretto di Ocoyo
Il distretto di Ocoyo è uno dei sedici distretti della provincia di Huaytará, in Perù. Si trova nella regione di Huancavelica e si estende su una superficie di 154.71 chilometri quadrati.